# Ottimo lavoro, professore!
Ottimo lavoro, professore! (Nice Work) è un romanzo di David Lodge pubblicato nel 1988. Il romanzo è stato considerato tra i finalisti del Booker Prize.
Il libro descrive l'incontro tra Robyn Penrose, docente universitaria femminista specializzata nel romanzo industriale e nella scrittura delle donne, e Vic Wilcox, direttore di una società di ingegneria. La posizione accademica Robyn è precaria a causa dei tagli di bilancio, mentre Vic ha a che fare con politiche industriali nella sua azienda. Il rapporto che si sviluppa nell'improbabile coppia rivela i punti deboli dei due personaggi. 

## Edizioni italiane
- Ottimo lavoro, professore!, Collana Le finestre, Milano, Bompiani, 1991, ISBN 978-88-452-1749-4.